# آکه‌بوشی
یوشیو آکه‌بوشی (به ژاپنی: 明星嘉男، Akeboshi Yoshio) (زاده ۱ ژوئیه ۱۹۷۸، یوکوهاما) که بیشتر با نام آکه‌بوشی شناخته می‌شود، خواننده و ترانه‌سرای پاپ و فالک ژاپنی است. او توسط ترانهٔ باد مشهور شده است.

## آثار

### آلبوم‌ها
- Akeboshi - 2005
- Meet Along the Way - 2007
- Roundabout - 2008

### مینی‌آلبوم‌ها
- Stoned town - 2002
- White reply - 2003
- Faerie punks - 2004
- Rusty lance - 2005
- Yellow Moon - 2006
- Colorful Drops - 2007